# MercedesCup 2013
MercedesCup 2013 byl tenisový turnaj pořádaný jako součást mužského okruhu ATP World Tour, který se hrál na otevřených antukových dvorcích tenisového oddílu Weissenhof. Konal se mezi 6. až 14. červencem 2013 v německém Stuttgartu jako 36. ročník turnaje.
Turnaj s rozpočtem 467 800 eur patřil do kategorie ATP World Tour 250. Nejvýše nasazeným hráčem ve dvouhře byla světová třináctka Tommy Haas z Německa, kterého ve čtvrtfinále vyřadil pozdější italský vítěz Fognini.

## Mužská dvouhra

### Nasazení
| Stát      | Hráč                  | ATP1) | Nasazení |
| --------- | --------------------- | ----- | -------- |
| Německo   | Tommy Haas            | 13.   | 1.       |
| Německo   | Philipp Kohlschreiber | 18.   | 2.       |
| Francie   | Jérémy Chardy         | 25.   | 3.       |
| Francie   | Benoît Paire          | 27.   | 4.       |
| Itálie    | Fabio Fognini         | 30.   | 5.       |
| Německo   | Florian Mayer         | 34.   | 8.       |
| Česko     | Lukáš Rosol           | 35.   | 7.       |
| Slovensko | Martin Kližan         | 36.   | 8.       |

- 1) Žebříček ATP k 24. červnu 2013.

### Jiné formy účasti
Následující hráči obdrželi divokou kartu do hlavní soutěže:
- Michael Berrer
- Robin Kern
- Florian Mayer

Následující hráči postoupili z kvalifikace:
- Andreas Beck
- Nils Langer
- Daniel Muñoz de la Nava
- Alexander Ward

### Odhlášení
před zahájením turnaje
- Pablo Cuevas
- Grega Žemlja

### Skrečování
- Michael Berrer (poranění levého lokte)

## Mužská čtyřhra

### Nasazení
| Stát               | Hráč              | Stát      | Hráč           | ATP1) | Nasazení |
| ------------------ | ----------------- | --------- | -------------- | ----- | -------- |
| Španělsko          | Marcel Granollers | Španělsko | Marc López     | 7.    | 1.       |
| Německo            | Andre Begemann    | Německo   | Martin Emmrich | 87.   | 2.       |
| Spojené království | Jamie Murray      | Austrálie | John Peers     | 120.  | 3.       |
| Německo            | Dustin Brown      | Austrálie | Paul Hanley    | 123.  | 4.       |

- 1) Žebříček ATP k 24. červnu 2013; číslo je součtem umístění obou členů páru.

### Jiné formy účasti
Následující páry obdržely divokou kartu do hlavní soutěže:
- Andreas Beck /  Michael Berrer
- Tommy Haas /  Robin Kern

### Odhlášení
před zahájením turnaje
- Michael Berrer (poranění levého lokte)

## Přehled finále

### Mužská dvouhra
- Fabio Fognini vs.  Philipp Kohlschreiber, 5–7, 6–4, 6–4

### Mužská čtyřhra
- Facundo Bagnis /  Thomaz Bellucci vs.  Tomasz Bednarek /  Mateusz Kowalczyk, 2–6, 6–4, [11–9]